# 1 Armia (Cesarstwo Niemieckie)

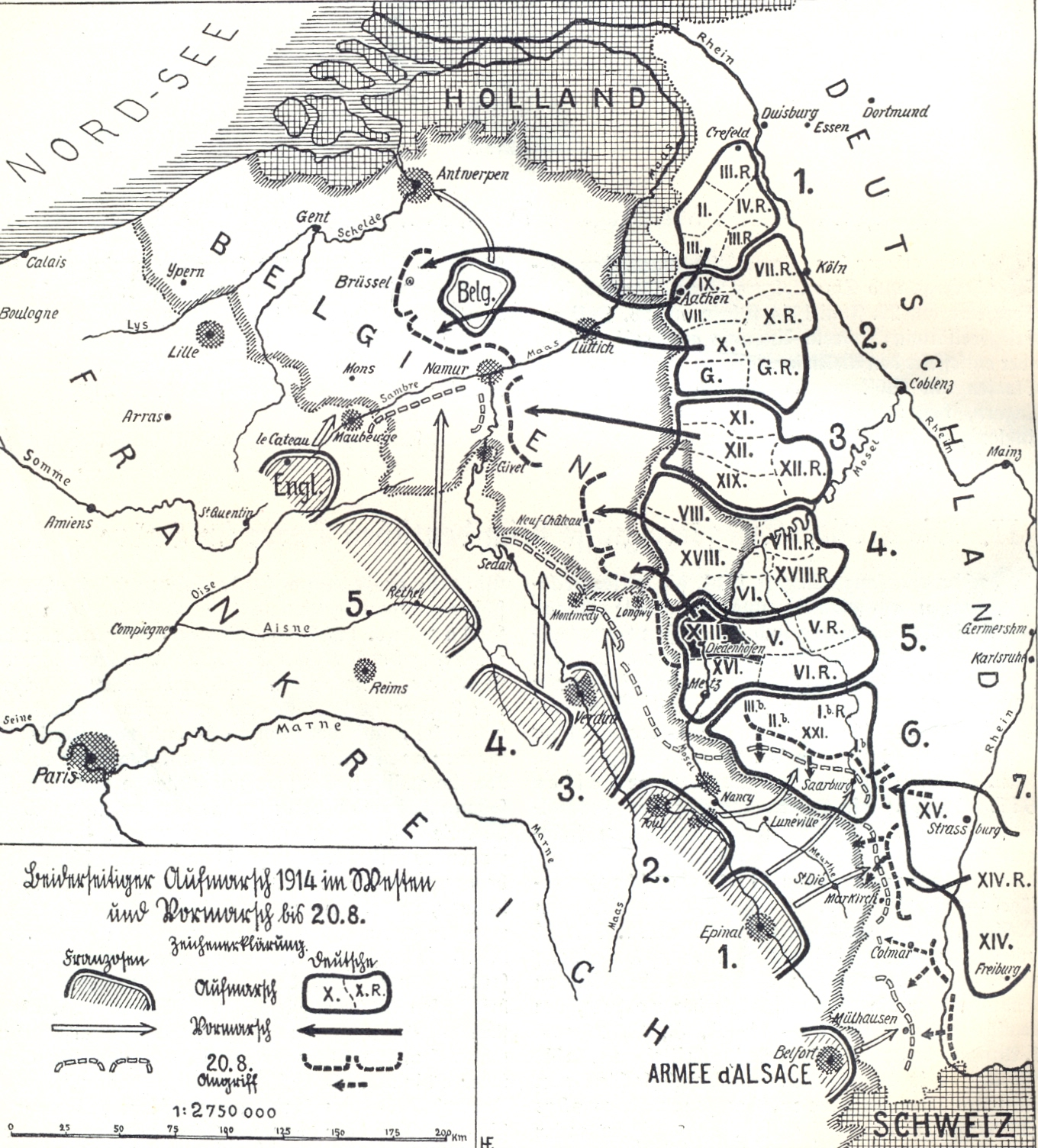
Rowiniecie niemieckich armii na froncie zachodnim w sierpniu 1914

1 Armia  (niem. 1. Armee)  – związek operacyjny Armii Cesarstwa Niemieckiego. 
W sierpniu 1914 rozwinięto w Niemczech do etatów wojennych związki operacyjne (armie). Tak zmobilizowaną 1 Armię Polową wysłano do walk na front zachodni.
We wrześniu 1915 1 Armia została rozwiązana, a odtworzona po raz kolejny w lipcu 1916.

## Struktura organizacyjna
Skład 2 VIII 1914:
- dowództwo armii
- II Korpus Armijny[b]
- III Korpus Armijny
- IV Korpus Armijny[c]
- IX Korpus Armijny
- III Rezerwowy Korpus Armijny[d]
- IV Rezerwowy Korpus Armijny
- IX Rezerwowy Korpus Armijny
- II Korpus Kawalerii
- 10 Mieszana Brygada Landwehry
- 11 Mieszana Brygada Landwehry
- 27 Mieszana Brygada Landwehry